# ケント・ケナン
ケント・ケナン（Kent Wheeler Kennan, 1913年4月18日 - 2003年11月1日）は、アメリカ合衆国の作曲家。
ウィスコンシン州ミルウォーキー出身。ミシガン大学とイーストマン音楽学校で作曲家と音楽理論を学んだ。23歳の時にローマ賞を受賞し、ローマのアメリカンアカデミーに3年間留学した。テキサス大学オースティン校の教授を長年務め、その他にもケント州立大学やオハイオ州立大学で教壇に立った。
作品には管弦楽曲、室内楽曲、器楽曲、歌曲、合唱曲などがある。1936年に書かれたフルート・ピアノ・弦楽のための『夜の独白』が代表作である。その他に『トランペットとピアノのためのソナタ』はトランペット奏者のレパートリーとなっている。1956年以降は大規模作品の作曲は行わず、小品を時々書くほかは、教育活動に専念した。